# Tamansari (Tamansari)
Tamansari is een bestuurslaag in het regentschap Kota Tasikmalaya van de provincie West-Java, Indonesië. Tamansari telt 7862 inwoners (volkstelling 2010).